# مجلس النظار
مجلس النظار هو مجلس أصدر الخديوي إسماعيل في 28 أغسطس سنة 1878 قراراً بإنشائه وتخويله مسؤولية الحكم، وعهد إلى نوبار باشا بتأليف الوزارة على هذه القاعدة.

## نص القرار
قال الخديوي مخاطبا نوبار باشا:
" وزيري العزيز:
"إني أطلت الفكرة وأمعنت النظر في التغيرات التي حصلت في أحوالنا الداخلية والخارجية الناشئة عن تقلبات الأحوال الأخيرة, وأردت في وقت مباشرتكم لمأمورية تشكيل هيئة النظارة الجديدة التي فوضت أمرها إليكم أن أؤكد لكم ما توجه قصدي اليه, وثبت عزمي عليه, عن إصلاح الإدارة وتنظميها على قواعد مماثلة للقواعد المرعية في إدارات ممالك أوروبا, وأريد عوضا من الانفراد بالأمر المتخذ الآن قاعدة في الحكومة المصرية سلطة يكون لها إدارة عامة على المصالح تعادلها قوة موازنة من مجلس النظار, بمعنى أني أروم القيام بالأمر من الآن فصاعدا باستعانة مجلس النظار والمشاركة معه وعلى هذا الترتيب أرى أن إجراء الإصلاحات التي نبهت عليها يستلزم أن يكون أعضاء مجلس النظار بعضهم لبعض كفيلا، فإن ذلك أمر لابد منه.
"يجب على مجلس النظار أن يتفاوض في جميع الأمور المهمة المتعلقة بالقطر, ويرجح رأى أغلبية أعضائه على رأى ألا غلبيه عددا فيكون حينئذ صدور قراراته على حسب الأغلبية, وبتصديقي عليها أقرر الرأي الذي تكون علية الأغلبية.
"يتعين على كل ناظر من النظار أن يجري قرارات المجلس المصدق عليها منافي الإدارة المنوط به.
"يتعين المديرين والمحافظين ومأموري الضبطيات يكون بالمداولة بين الناظر التابعين هم لإدارته وبين رئيس المجلس ، وما يستقر عليه الرأي يعرض علينا بواسطة رئيس المجلس لأجل تصديقنا عليه .
"الناظر الذي يكون المأمورين وأرباب الوظائف السالف ذكرهم تحت إدارته مباشرة له الحق في توقيفهم عند الاقتضاء عن إجراءات وظائفهم, وذلك بعد اتفاقه مع رئيس المجلس والتصديق عليه له.
"للنظار أن ينتخبوا المأمورين ذوي المناصب العالية لإدارتهم وأن يعرضوا ذلك علينا للتصديق عليه منا, وأما الوظائف الصغيرة فيكون تعين المستخدمين اللازمين لها بخطاب أو قرار من ناظر الديوان.
"أعمال كل ناظر تجري في الأمور التي تكون من خصائصه لا غير، وأرباب الوظائف والمستخدمون في كل فرع من فروع الإدارة لا يتلقون الأوامر إلا من رئيس المصلحة التي هم مستخدمون بها وتابعون لها ، ولا يجب عليهم طاعة أمر غيره.
"ينعقد مجلس النظار تحت رياستكم، لأني فوضت هذا التنظيم الجديد تحت عهدتكم وجعلت مسئوليته عليكم.
"وإني أرى تشكيل هيئة نظارة حائزة لهذه الخصوصيات ليس مخلفا لعوائدنا وأخلاقنا، ولا لآرائنا وأفكارنا ،بل موافقا لأحكام الشريعة الغراء, وبتعميم ترتيب محاكم الحقانية تكون فيها الكفاءة لحاجات هيئتنا الاجتماعية ، والمساعدة على تتميم مقاصدنا الحقيقية ونياتنا الخيرية .
"وإني معتمد عليكم في أجراء الإصلاحات التي صممت عليها ،مؤملا أن تكفل للبلاد جميع التأمينات التي لها الحق في انتظارها والحصول عليها من حكومتنا"

## ميزات المجلس
1. -إن مجلس النظار هو هيئة مستقلة عن ولي الأمر ،تشاركه في الحكم وتحتمل مسئوليته .
2. -إن أعضاء مجلس النظار متضامنون في المسئولية.
3. -إن قراراته بالأغلبية.
4. - رئاسة مجلس النظار من حقوق رئيس المجلس, فلا يرأسه الخديوي.

وقد بقى هذا الأمر دستور الحكومة من ذلك العهد, ولكن الخديوي توفيق باشا ألغى مجلس النظار مؤقتا بعد استقالة وزارة شريف باشا الثانية وذلك بمقتضى الأمر الصادر في 18أغسطس 1879 (30 شعبان سنة 1296), وعين نظارا منفصلين تحت رآسته هو, ثم أعاد هيئة المجلس بتكليفه رياض باشا تأليف الوزارة في 21 سبتمبر سنة 1879, وحفظ لنفسه في كتابه إلى رياض باشا حق حضور جلسات مجلس النظار وتولى رآسته عند الاقتضاء, ومن ذلك الحين جرت العادة بأن تعقد جلسات المجلس تارة برآسة ولي الأمر وطورا برآسة رئيس النظار(الوزراء).

## وزارة نوبار باشا الأولى
شكل نوبار باشا الوزارة التي عهد أليها تأليفها على النحو التالي (بعد التعديل الذي دخل عليها).
نوبار باشا رئيسا لمجلس النظار (الوزراء) وناظرا(وزيرا) للخارجية والحقانية, رياض باشا للداخلية, راتب باشا للحربية السير ويلسن للمالية, المسيو دى بلينيير للأشغال, علي باشا مبارك للمعارف والأوقاف.
وعرض نوبار باشا على شريف باشا أن يشترك في الوزارة متوليا الحربية فلم يقبل, ولعله رأى أن تأليف وزارة يدخلها عضوان أجنبيان مهزلة لا يليق أن يشترك فيها ،وحسنا فعل.
تولى الوزيران الأوربيان كما ترى أهم الوزارات ،وكان أحدهما يمثل الحكومة والمصالح الإنجليزية, والثاني يمثل الحكومة والمصالح الفرنسية.
وصار حكم البلاد فعلا في يد الوزيرين الأوربيين, لانحياز نوبار باشا ورياض باشا إلي جانبهما, ووقف العمل مؤقتا بنظام الرقابة الثنائية، لأن في تعين الوزيرين الأوروبيين يغنى عنهما وزيادة, واتفق الخديوي والحكومتان الإنجليزية والفرنسية على أن تعاد الرقابة الثنائية حتما إذا فصل أحد الوزيرين الأجنبيين من منصبه من غير موافقة الحكومة.